# Maria und ihre Kinder
Maria und ihre Kinder ist ein Film des Regisseurs Fritz Poppenberg über die Arbeit der Hebamme Maria Grundberger, die als Mitarbeiterin des Lebenszentrums München seit Jahren sogenannte „Gehsteigberatung“ betreibt. Laut eigenen Aussagen haben sie und ihr Straßenteam mehr als fünfhundert Schwangerschaftsabbrüche verhindert. Der Film wurde 2007 in Berlin uraufgeführt.

## Inhalt
Der Film dokumentiert die Tätigkeit Maria Grundbergers und zeigt die Geschichten mehrerer Frauen, die sich nach Beratungsgesprächen mit Grundberger gegen eine Abtreibung entschieden haben. Staatlich geförderten Beratungsstellen, Behörden und Verbänden wird von den betroffenen Frauen „systematische Verharmlosung“ der Abtreibung vorgeworfen. Ein Beispiel erzählt von einer Jugendlichen, die von den Eltern ihres Freundes 5.000 Euro für die Abtreibung angeboten bekommen hatte, sich nach intensiven Gesprächen mit Grundberger aber dennoch für die Fortsetzung der Schwangerschaft entschied. Ein anderes Beispiel berichtet von „Leid und Reue“ einer Frau, die abtreiben ließ. Ein weiterer Fall erzählt von einem Mann, der die Abtreibung des von ihm gezeugten Embryos bzw. Fötus mit allen legalen Mitteln zu verhindern versuchte, damit aber keinen Erfolg hatte. Aus einem Brief an eine Schwangere („Gib Deinem Baby die Chance, Dich umarmen zu dürfen!“) wird im Film auszugsweise zitiert.
Die Beispiele werden von Rechts- und Psychotherapie-Fachleuten kommentiert. Auch der ehemalige Abtreibungsarzt Stojan Adasevic aus Belgrad kommt zu Wort, der über 60.000 Abtreibungen eigenhändig durchführte, bis er schließlich zum engagierten Abtreibungsgegner wurde.

## Rezeption
Human Life International berichtete lobend über Grundbergers Einsatz und den Film und nahm Grundberger gegen Kritiker in Schutz.
Auch kath.net wies auf den „aufsehenerregenden Dokumentarfilm“ und Grundbergers Tätigkeit hin. Die Tagespost berichtete von dem Film, der „gleich zwei gesellschaftliche Tabus anspricht: Die Tötung von ungeborenen Kindern […] und die Rettung solcher Kinder vor der heute längst gesellschaftsfähigen Abtreibung.“ Ebenso die Aachener Zeitung.
Die tz berichtete hingegen, Grundberger lauere abtreibungswilligen Frauen für eine Zwangsberatung auf und zwinge ihnen u. a. blutige Schockbilder von Schwangerschaftsabbrüchen auf. Dadurch hätten bereits mehrere der schwangeren Frauen Nervenzusammenbrüche erlitten.